# Guy de Blanchefort

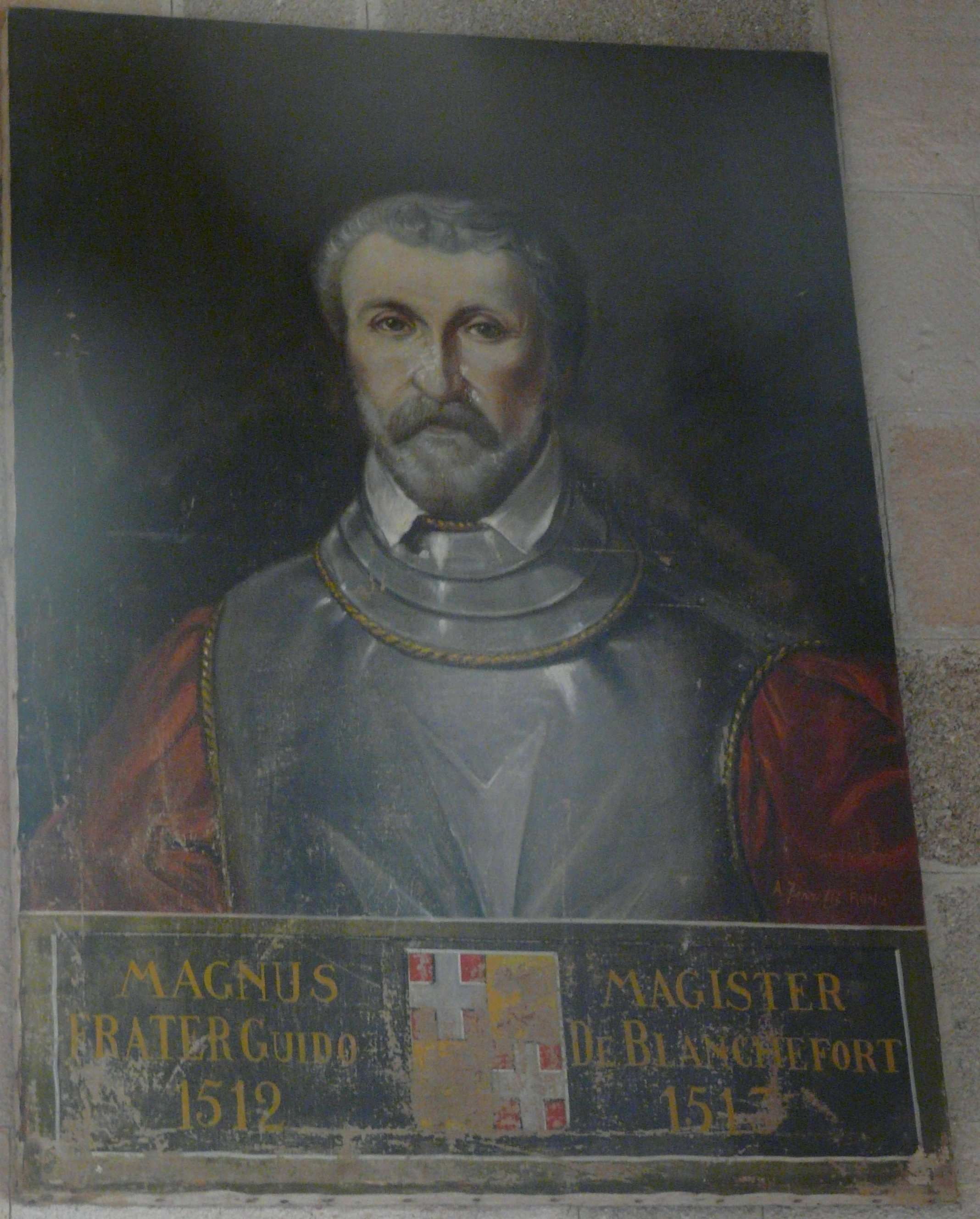
Guy de Blanchefort

Großmeisterwappen von Guy de Blanchefort

Guy de Blanchefort (* um 1446 in Bois-Lamy, Gemeinde Moutier-Malcard, heutiges Département Creuse, Frankreich; † 1513 auf See im Mittelmeer) war 1512 bis zu seinem Tod der 42. Großmeister des Johanniterordens.
Guy war der zweite Sohn von Guy III. de Blanchefort (Haus Blanchefort) und seiner Frau Souveraine d'Aubusson, der jüngeren Schwester von Pierre d’Aubusson, dem Großmeister der Johanniter (reg. 1476–1503). Er trat schon früh dem Orden bei und erfreute sich danach der Protektion und Förderung durch seinen Onkel. Eine Inschrift von 1486 in der Kirche Saint-Jean de Bourganeuf besagt, dass er Komtur von Morterolles (Creuse) und danach Kommandeur von Zypern war. Nachdem sein Onkel im Juni 1476 zum Großmeister gewählt worden war, folgte Guy ihm im Amt des Großpriors der Zunge der Auvergne.
Im September 1482 übertrug Pierre d’Aubusson seinem Neffen die Aufgabe, den osmanischen Prinzen und gescheiterten Thronanwärter Cem, der bei den Johannitern auf Rhodos Zuflucht gefunden hatte, in Frankreich in Gewahrsam zu halten. Cem wurde zunächst bei Nizza, dann in der Dauphiné, in Morterolles (Creuse) und schließlich von 1486 bis 1488 als Gefangener in einem eigens nach Blancheforts Anweisungen gebauten Turm in Bourganeuf eingesperrt. Im November 1488 brachte Blanchefort den Gefangenen nach Rom, wo der im März 1489 Papst Innozenz VIII. als politische Geisel übergeben wurde. Im Gegenzug erhielt Pierre d'Aubusson vom Papst den Kardinalshut.
Obwohl Guy de Blanchefort weithin in dem Ruf steht, wenig mehr als ein Gefängniswärter gewesen zu sein, der die Befehle seines Onkels Pierre d’Aubusson blindlings befolgte, so erwies er sich andererseits allerdings auch als tapferer Kämpfer für den Orden.
Im Juni 1499 erschien eine türkische Flotte unter Kapudan Pascha Daud vor der Westküste Griechenlands, wo sie eine Invasionsarmee an Land setzen sollte, um die verbliebenen venezianischen Stützpunkte auf dem Peloponnes (Methoni, Koroni, Nauplion usw.) zu erobern. Ein französisches Geschwader, verstärkt durch drei Schiffe der Johanniter unter Guy de Blanchefort, schloss sich im Juli der venezianischen Flotte unter Antonio Grimani an, um der türkischen Flotte den Weg abzuschneiden. Die ersten Kampfhandlungen im August gingen zugunsten der vereinigten christlichen Streitkräfte aus. In einem zweiten Anlauf, am 20. August, versuchten die Osmanen, die Einfahrt in den Golf von Patras zu erzwingen. Dabei fand sich das französische Geschwader, mit der „Großen Karacke von Rhodos“ (siehe auch Santa Anna (Schiff)) unter Blanchefort, in vorderster Front. Ein erneuter Sieg war bereits greifbar, als Grimani seine venezianischen Schiffe überraschend davonsegeln ließ. (Grimani wurde in Venedig des Hochverrats angeklagt, floh nach Rom, wurde aber 22 Jahre später im Alter von 86 Jahren doch noch Doge von Venedig.)
Kapudan Pascha Daud, der trotz starker Verluste noch immer eine zahlenmäßig größere Armada befehligte, gelang es danach, den Golf von Patras zu erreichen. Die Invasionsarmee ging an Land und eroberte in der Folge die noch verbliebenen venezianischen Stützpunkte. Blanchefort blieb nur übrig, nach Rhodos zu segeln.
1512, als er sich am Sitz des Großpriorats Auvergne in Bourganeuf aufhielt, wählte ihn der Generalkonvent des Ordens in Rhodos zum Großmeister, als Nachfolger von Emery d’Amboise, der wiederum Pierre d'Aubusson nachgefolgt war. Blanchefort starb aber bereits 1513 an Bord seines Schiffes auf der Fahrt nach Rhodos.